# 奈良真養
奈良 真養（なら しんよう、1896年11月30日 - 1977年11月26日）は、日本の映画俳優。

## 来歴・人物
1896年（明治29年）11月30日、秋田県北秋田郡大館町（現在の大館市）に鉱山師の父・真平と母・とめの長男として生まれる。
1914年（大正3年）に秋田県立大館中学校（現在の秋田県立大館鳳鳴高等学校）を卒業後、小坂鉱山で3年間の勤務を経て上京し、農商務省工業試験所に勤務した。
1920年（大正9年）2月、松竹キネマ合名社の設立にあたって行った男女俳優募集に応募、240人の応募者の中から男性120人・女性5人の合格者の一人として選ばれ、同年4月1日に小山内薫主宰の松竹キネマ俳優学校に入学。同期生に伊藤大輔、鈴木伝明、澤村春子、岡田宗太郎らがいる。6ヶ月後に課程を修了し、松竹蒲田撮影所に入社。翌1921年（大正10年）に野村芳亭監督の『夕刊売』で映画デビューした。
1923年（大正11年）1月、柳さく子、梅村蓉子、河村黎吉らとともに準幹部に昇格。同年公開の池田義信監督『現代の女性』で栗島すみ子と共演、以降島津保次郎監督『人肉の市』、牛原虚彦監督『大地は怒る』などの作品で大役を演じ、1924年（大正13年）1月には幹部に昇格した。同年公開の『永遠の母』以来、池田監督・栗島主演の作品でしばしば栗島の相手役を務め、『嘆きの孔雀』『悲しき恋の幻想』などの作品がある。また、柳さく子、五月信子、川田芳子、英百合子、田中絹代、松井千枝子ら蒲田の看板女優たちと多く共演し、意志的で端正な顔立ちの二枚目俳優として注目を浴びた。
その後も島津監督の『上陸第一歩』、小津安二郎監督の『美人哀愁』、成瀬巳喜男監督の『生さぬ仲』などに主演格で出演するが、1932年（昭和7年）以降は脇役出演が多くなる。しかし手堅い演技で蒲田から大船に撮影所が移ってからも中心的俳優としてあり続けた。
1934年（昭和9年）3月16日、麻雀クラブ「天鳳」、「千山閣」で賭け麻雀をしていたとして広津和郎、東郷青児らが検挙される事件が発生し、翌日の午前、筑波雪子、飯田蝶子らが逮捕され、同日午後に奈良も検挙された。
戦後は吉村公三郎監督の『安城家の舞踏会』、日映演製作の『暴力の街』などに脇役出演する一方、松竹大船撮影所の演技課長を務め、1956年（昭和31年）の定年退職後は大船の契約俳優として数本の映画に出演した。1962年（昭和37年）、羽仁進監督『充たされた生活』での老優役を最後に映画界から引退。
趣味の鎌倉彫は師範の腕前だったという。
1977年（昭和52年）11月26日、胃がんのため死去。80歳没。

## 出演作品

### 映画
- 母の心（1922年、松竹蒲田）
- 大西郷の死（1922年、松竹蒲田）
- 悔恨（1922年、松竹蒲田）
- 現代の女性（1923年、松竹蒲田）
- なすな恋（1923年、松竹蒲田）
- 噫森訓導の死（1923年、松竹蒲田）
- 人生の愛（1923年、松竹蒲田）
- 人肉の市（1923年、松竹蒲田）
- 二人の孤児（1923年、松竹蒲田）
- 大地は怒る（1923年、松竹下加茂）
- 平和村（1923年、松竹下加茂）
- 恐ろしき夜（1923年、松竹蒲田）
- 永遠の母（1924年、松竹下加茂）
- はたちの頃（1924年、松竹蒲田）
- 噫伊藤巡査（1924年、松竹下加茂）
- 夜の一幕（1924年、松竹蒲田）
- 大尉の娘（1924年、松竹蒲田）
- 人若き頃（1924年、松竹蒲田）
- 母なればこそ（1924年、松竹蒲田）

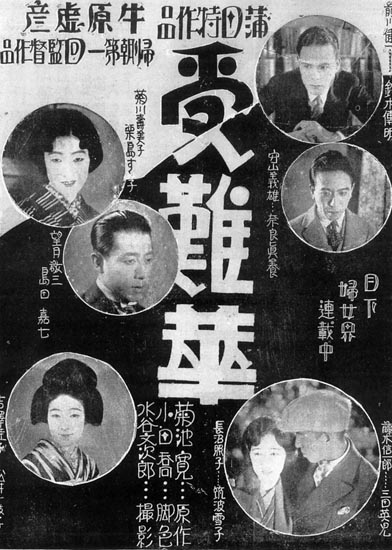
『受難華』（1926年）公開時のポスター。奈良の写真と名前が確認できる。

- 嘆きの孔雀（1924年、松竹蒲田） - 松尾俊一
- 恋の悲曲（1925年、松竹蒲田）
- 大地は微笑む（1925年、松竹蒲田）
- 坂崎出羽守（1925年、松竹蒲田）
- 悲しき恋の幻想（1925年、松竹蒲田） - 仏師多加磨
- 恋の捕縄（1925年、松竹蒲田）
- 忠治外伝 赤木虱（1925年、松竹蒲田）
- 国定忠治 利根川の巻（1925年、松竹蒲田）
- 嵐（1926年、松竹蒲田）
- 悩ましき頃（1926年、松竹蒲田） - 良路
- 家（1926年、松竹蒲田）
- 死の子守唄（1926年、松竹蒲田）
- 妖刀（1926年、松竹蒲田）
- 愛（1926年、松竹蒲田）
- 裸女（1926年、松竹蒲田）
- 受難華（1926年、松竹蒲田）
- 恋愛混線（1927年、松竹蒲田）
- 父帰る（1927年、松竹蒲田） - 松岡剛蔵
- 真珠夫人（1927年、松竹蒲田）
- 処女の死（1927年、松竹蒲田）
- 美女と秘密（1927年、松竹蒲田）
- 女の一生（1928年、松竹蒲田） - 伊達友光
- マルセーユ出帆（1928年、松竹蒲田）
- 棘の楽園（1928年、松竹蒲田）
- 君恋し（1929年、松竹蒲田）
- 春の唄（1929年、松竹蒲田）
- 結婚学入門（1929年、松竹蒲田） - その兄
- 麗人（1930年、松竹蒲田） - 浅野正樹
- 愛よ人類と共にあれ（1931年、松竹蒲田） - 関谷謙太郎
- 美人と哀愁（1931年、松竹蒲田）
- 生活線ABC（1931年、松竹蒲田）
- 上陸第一歩（1932年、松竹蒲田） - ブルジョアの政
- 陸軍大行進（1932年、松竹蒲田） - 田村少尉
- 愛の防風林（1932年、松竹蒲田） - ネオンの鉄
- また逢ふ日まで（1932年、松竹蒲田） - 父
- 生さぬ仲（1932年、松竹蒲田） - 渥美俊作
- 東京の女（1933年、松竹蒲田） - 木下巡査
- 母を恋はずや（1934年、松竹蒲田） - 岡崎
- 金環蝕（1934年、松竹蒲田） - 斎田
- 東洋の母（1934年、松竹蒲田） - 富豪守谷
- 男性対女性（1936年、松竹大船） - 渥美商会社員
- 朱と緑（1936年、松竹大船） - 千晶の父
- 進軍の歌（1937年、松竹大船） - 署長
- 新家庭暦（1938年、松竹大船） - 博士
- 兄とその妹（1939年、松竹大船） - 林要吉
- 花のある雑草（1939年、松竹大船） - 校長先生
- 五人の兄妹（1939年、松竹大船） - 社長
- 暖流（1939年、松竹大船） - 金谷博士
- 信子（1940年、松竹大船） - 細川源十郎
- 都会の奔流（1940年、松竹大船） - 購買部長
- 木石（1940年、松竹大船） - 事務長
- 西住戦車長伝（1940年、松竹大船） - 高折部隊長
- みかへりの塔（1941年、松竹大船） - 院長
- まごころの歌（1941年、松竹大船） - 千枝子の父
- 父ありき（1942年、松竹大船） - 医師
- 秘話ノルマントン号事件 仮面の舞踏（1943年、松竹下加茂） - 刑事局長
- そよかぜ（1945年、松竹大船） - 支配人
- 乙女のゐる基地（1945年、松竹大船） - 吉村先生
- 象を喰らった連中（1945年、松竹大船） - 馬場の父
- 女性の勝利（1946年、松竹大船） - 裁判長
- はたちの青春（1946年、松竹大船） - 古川部長
- 地獄の顔（1947年、松竹大船） - 長崎の福松
- 安城家の舞踏会（1947年、松竹大船） - 招待客
- リラの花忘れじ（1947年、松竹大船） - 藤堂長官
- 懐しのブルース（1948年、松竹大船） - キャバレーの支配人
- 嫉妬（1948年、松竹大船） - 従業員
- 受胎（1948年、松竹大船） - 敬子の父
- 旅路（1948年、松竹大船） - 大西社長
- 別れのタンゴ（1949年、松竹大船） - 文芸部長
- 長崎の鐘（1950年、松竹大船） - 五島教授
- 暴力の街（1950年） - 泉山署長
- 自由学校（1951年、松竹大船） - クラブの紳士
- 我が家は楽し（1951年、松竹大船） - 会社社長
- 天明太郎（1951年、松竹大船） - 校長
- 母待草（1951年、松竹大船） - 佐藤所長
- 現代人（1952年、松竹大船） - 入札業者
- やっさもっさ（1953年、松竹大船） - 野球の観客
- お嬢さん社長（1953年、松竹大船） - 家庭教師杉浦先生
- ひばりのサーカス 悲しき子鳩（1953年、松竹大船） - 医師
- 東京マダムと大阪夫人（1953年、松竹大船） - 星島専務
- 夢みる人々（1953年、松竹大船）
- 伊豆の踊子（1954年、松竹大船）
- 君の名は 第三部（1954年、松竹大船） - 法律相談所長
- この世の花（1955年、松竹大船） - 父源太郎
- 続二等兵物語 南方孤島の巻（1956年、松竹大船） - 大学教授鎌田四郎
- 太陽とバラ（1956年、松竹大船） - 工場所長
- ある落日（1959年、松竹大船） - 箕原惣三
- 充たされた生活（1962年、松竹大船） - 白鳥座の老優
- 紅閨夢（1964年、第三プロ） - 銭湯の主人